# Mokša (narod)
Mokša su pleme Mordvina nastanjeno u nizinama Oke i Dona u Mordoviji, Rusija, koji s Erzjama (Эрзя) i manjim plemenima Tengušev (Tengushev), Terjuhane (Терюхане) i Karatai (Каратаи) čine mordvinsku granu Povolških Finaca, i jezično pripadaju uralskoj jezičnoj porodici.
Mokšama nalazimo traga još u 3. stoljeću pod imenom Morden, imenom od kojega je nastao naziv Mordva i Mordvini, kao jedno od plemena podčinjeno ostrogotskom kralju Hermanaricu (Ermanarik, oko 350 – 375), a spominju se i kasnije u povijesti uvijek u društvu sa srodnim, ali ne baš i prijateljskim plemenom Erzja, koji su kao saveznici Povolških Bugara ratovali protiv Mokša i Rusa. 
Svojim izgledom, napose oblikom glave, Mokše nalikuju na Čuvaše i Tatare, a fizičkim izgledom razlikuju se od Erzja. Mokše broje najmanje 300 000 duša, a prema SIL-u  (1970.) imali su 428 333 govornika, poglavito nastanjenih u Mordoviji. Prema erzjanskim neslužbenim izvorima Mokše imaju između 300 000 i 350 000 govornika, od čega oko 170 000 u Mordoviji, a ostali u ostatku Rusije, te navodno nešto i u Armeniji i SAD-u.
Govore jezikom mokša.

## Vanjske poveznice
- Moksha (мокшень кяль)
- Erza We Are!